# Mutilator Defeated at Last
Mutilator Defeated at Last — шестнадцатый студийный альбом американской рок-группы Thee Oh Sees из Сан-Франциско. Он был выпущен 18 мая 2015 года лейблом Castle Face Records. Это десятый альбом, выпущенный под полным названием «Thee Oh Sees», после того как группа ранее была известна как «OCS», «The Ohsees» и «The Oh Sees».
Это первый альбом с бас-гитаристом Тимом Хеллманом и единственный студийный альбом с барабанщиком Ником Мюрреем; оба они присоединились к группе для тура в поддержку предыдущего релиза Drop (2014). В альбоме также присутствует постоянный соавтор Крис Вудхаус, указанный в основном составе группы, и бывшая участница Бриджид Доусон, вернувшаяся в качестве бэк-вокалистки альбома.
В феврале 2016 года группа выпустила два неизданных трека с сессий записи альбома: «Fortress» и «Man in a Suitcase».

## Отзывы
| Совокупная оценка    | Совокупная оценка |
| Источник             | Оценка            |
| -------------------- | ----------------- |
| AnyDecentMusic?      | 7.6/10            |
| Metacritic           | 82/100            |
| Оценки критиков      |                   |
| Источник             | Оценка            |
| AllMusic             | [ 5 ]             |
| The A.V. Club        | B                 |
| Consequence of Sound | B                 |
| Mojo                 | [ 8 ]             |
| NME                  | 8/10              |
| The Observer         | [ 10 ]            |
| Pitchfork            | 7.8/10            |
| The Skinny           | [ 12 ]            |
| Tiny Mix Tapes       | 4/5               |
| Uncut                | 8/10              |

Альбом получил положительные оценки и широкое признание от музыкальных критиков. На интернет-агрегаторе Metacritic, который присваивает нормализованный рейтинг из 100 баллов по рецензиям основных изданий, альбом Mutilator Defeated at Last получил средний балл 82 из 100, основанный на 13 профессиональных рецензиях.
В положительном обзоре Тим Сендра из AllMusic похвалил сочинение песен основного участника Джона Дуайера и общую эстетику альбома, написав: «Дуайер продолжает выдавать неизменно великолепные потрясающие песни и альбомы, которые переполнены гитарами с горячими проводами, перегруженным вокалом и гигантскими, рваными припевами. […] После Drop некоторые могли ожидать, что Thee Oh Sees продолжат исследовать свою более мягкую сторону, Mutilator Defeated At Last опровергает эти ожидания. Взрывает их, на самом деле, в гигантском огненном шаре гитар, шума и психоделической мощи». В другом положительном обзоре Аарон Лейтко из Pitchfork написал: «Как и в случае с Drop, эта дополнительная полировка и внимание идут на пользу Mutilator. Есть изящные психоделические украшения — свист синтезатора, следы задержки — и новые инструментальные решения, такие как электроорган и акустическая гитара. Фузз и грязь были немного отодвинуты, оставляя место для большей плотности и подробнее».
Киан Трейнор из NME похвалил вклад новых участников Тима Хеллмана и Ника Мюррея, написав: «Новая ритм-секция Тима Хеллмана и Ника Мюррея легко вписалась в группу, помогая руководителю группы Джону Дуайеру запечатлеть звучание, которое олицетворяет Thee Oh Sees: плотное, но неуравновешенное, настойчивое, но заразительное». Ник Хатчингс в своей статье для The Quietus также похвалил альбом, написав: «У Thee Oh Sees пугающая дискография, но, как и у The Fall, они предлагают целую и захватывающую вселенную, в которой вам, возможно, не понадобится никакая другая группа или какая-либо другая сенсорная пища».

## Список композиций
Слова и музыка всех песен — Thee Oh Sees.
| №  | Название           | Длительность |
| -- | ------------------ | ------------ |
| 1. | «Web»              | 4:58         |
| 2. | «Withered Hand»    | 3:30         |
| 3. | «Poor Queen»       | 2:20         |
| 4. | «Turned Out Light» | 2:05         |
| 5. | «Lupine Ossuary»   | 4:18         |
| 6. | «Sticky Hulks»     | 6:50         |
| 7. | «Holy Smoke»       | 2:40         |
| 8. | «Rogue Planet»     | 1:56         |
| 9. | «Palace Doctor»    | 4:40         |